# Omerovići (Federacja Bośni i Hercegowiny)
Omerovići – wieś w Bośni i Hercegowinie, w Federacji Bośni i Hercegowiny, w kantonie dziesiątym, w gminie Tomislavgrad. W 2013 roku liczyła 242 mieszkańców, z czego większość stanowili Boszniacy.